# 竹村氏 (久我家諸大夫)
竹村氏（たけむらし）は、久我家の被官を務めた氏族。

## 概要
『地下家伝』によると赤松氏の末裔とされる。天文4年（1535年）5月3日には竹村治興が近衛家雑掌に久我荘内地1段を5貫文で売却している。天文6年（1537年）12月には竹村氏の人間が森次郎左衛門の売券の請人を務めている。『言継卿記』永禄8年（1565年）5月24日条によると、小侍従局が竹村氏の元に逃れていたのが発見され殺害されている。永禄9年（1566年）9月7日付の起請文には竹村越前守治吉が、同11年（1568年）11月4日付の「久我家奉行人連署起請文」には竹村治光が署名している。この頃には幕府御料所と久我家知行分の内検業務に携わっており、16世紀中葉以降の領地経営の中心的な実務を担当していた。天正10年（1582年）9月22日には乙訓郡の築山を「いと」と千代に譲っている。天正13年（1585年）6月3日には、竹内長治が管理していた「森分」で百姓に田植えをさせようとしたものの、その百姓を竹村左馬助治隆が追い払ってしまったという。同年の「久我家領指出帳案」に見える「御侍御扶持方」の「侍衆」に竹村左馬助の名前があり、久我荘で有力な土豪となっていた。同年には被官衆の竹村越前守（治吉か）が53石の扶持をもらっていたという。また、詳しい時期は不明だが、安土桃山時代の末期から江戸時代初期にかけては竹村半介が取次を務めている。江戸時代中期には従四位下阿波守・竹村篤則（貞則）と従五位下大膳少進・克則の親子が久我家に仕えていた。